# オン・ザ・ホライズン
「オン・ザ・ホライズン」（On The Horizon）はスパイス・ガールズのメンバー、メラニー・チズムのセカンド・ソロアルバム『リーズン』に収録されている曲。2003年6月2日にヴァージン・レコードからリリースされ、UKチャート最高14位をマーク。約2万5千枚を売り上げた。

## トラックリスト
- UK

1. "On the Horizon" [ラジオ・ミックス] - 3:36
2. "I Love You without Trying" - 4:10

- UK DVD

1. "On the Horizon" (ビデオ) - 3:33
2. "Never Be the Same Again" [アコースティック] - 4:07
3. "Wonderland" - 6:17
4. "On the Horizon" メイキング映像 - 2:00

- ヨーロッパ

1. "On the Horizon" [ラジオ・ミックス] - 3:36
2. "I Love You without Trying" - 4:10
3. "Goin' Down" [アコースティック・ライブバージョン] - 3:39

## チャート
| チャート                   | 順位 |
| -------------------------- | ---- |
| UK                         | 14   |
| ブラジル                   | 12   |
| ワールド Air Playトップ100 | 46   |
| 世界ランキング             | 64   |
| オランダ                   | 16   |
| イタリア                   | 45   |